# Nederlandsche Cocaïnefabriek

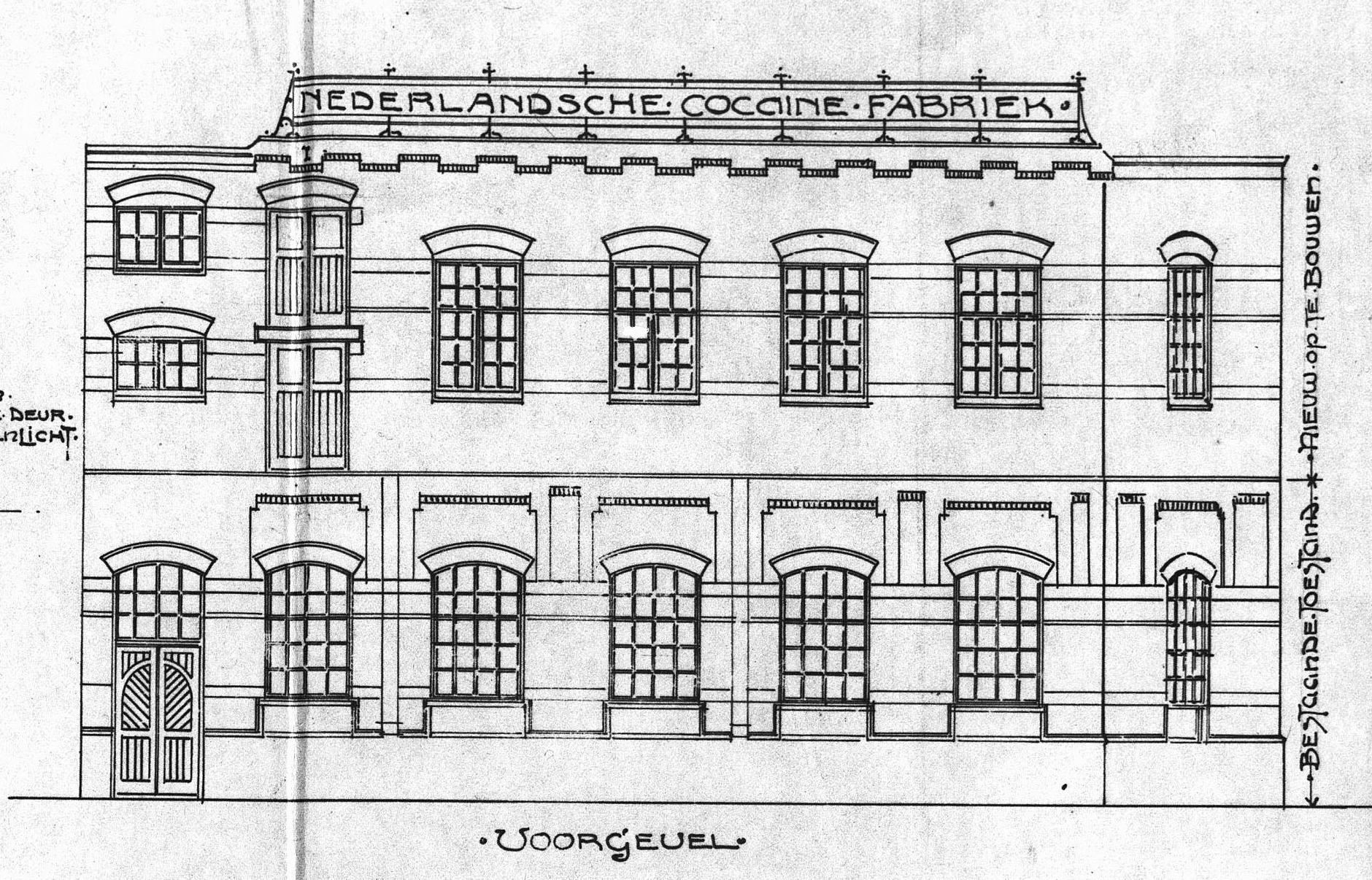
Detaliu al planurilor arhitecturale de extindere a fabricii din 1902

Nederlandsche Cocaïnefabriek (pronunție în neerlandeză [ˈneːdərlɑntsə koːkaːˈinəfaːˌbrik]; în traducere „Fabrica neerlandeză de cocaină”), abreviată NCF, a fost o companie cu sediul în Amsterdam care producea cocaină în scopuri medicale în secolul al XX-lea. Întreprinderea își importa materia primă din Indiile de Est Neerlandeze și își comercializa produsele în toată Europa, obținând profituri mari în special în primii ani ai Primului Război Mondial. NCF producea morfină, heroină și efedrină.

## Istorie

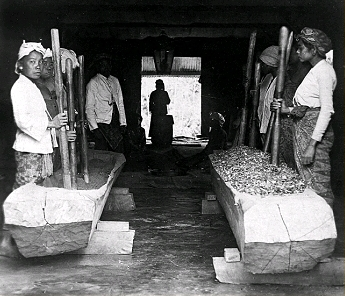
Muncitori din Java prelucrând frunze de coca

În 1875, la grădina botanică colonială „'s Lands Plantentuin te Buitenzorg⁠(d)” din Java au fost aduse din Brazilia primele plante de coca. La scurt timp după aceasta, a început producția comercială în Java, Madura⁠(d) și Sumatra. Frunzele de coca erau exportate cu precădere în Germania, prin Koloniale Bank din Amsterdam. Pe această cale au fost transportate între 34 și 81 de tone de frunze anual din 1892 până în 1900. Din cauza cererii care începea să depășească capacitatea de ofertă, Koloniale Bank a decis să înceapă producția de cocaină în Amsterdam și a fondat Nederlandsche Cocaïnefabriek la 12 martie 1900. Producția a început într-o clădire proiectată de Herman Hendrik Baanders⁠(d). Construcția a fost extinsă în 1902, dar în 1909 fabrica s-a mutat în altă parte. Cocaina era vândută ca medicament pentru o varietate de afecțiuni ale pieptului și plămânilor, dar era folosită și ca drog recreațional⁠(d). NCF a devenit rapid unul dintre cei mai mari producători de cocaină din Europa.

### Primul Război Mondial
La început, NCF a profitat de izbucnirea Primului Război Mondial prin preluarea nișei ocupate de liderul pieței germane Merck, care primise interdicție de export. În Țările de Jos a fost interzisă comercializarea produselor medicale părților aflate în conflict, dar NCF a beneficiat de o scutire. NCF a vândut cocaină către Burroughs Wellcome & Co, care a folosit-o în Forced March, un produs promovat în felul următor: „Alungă foamea și prelungește puterea rezistenței”. Cocaina și opiul erau ușor accesibile soldaților, de exemplu în cartierul West End⁠(d) al vieții de noapte din Londra, până în 1916, când au fost interzise conform Defence of the Realm Act 1914⁠(d). În 1917, războiul submarin fără discriminare⁠(d) a afectat importurile maritime, inclusiv activitatea NCF. Potrivit lui Bosman, companii precum Merck produceau în medie 7.000 kg de cocaină pe an în perioada 1910-1914, în timp ce în 1918 cifra era de doar 1.700 kg. NCF în perioada 1910-1917 producea în medie 750 kg, iar după război 1.500 kg.

### Substanțe controlate
Conferințele de la Shanghai (1909) și Haga (1912) au pus bazele controlului legal al narcoticelor. În Legea Opiului⁠(d) neerlandeză din 1919, cocaina a devenit o substanță controlată⁠(d). Pentru NCF, aceasta însemna că trebuia să obțină un permis pentru a-și continua activitatea, cerință cu care s-a conformat. La începutul anilor 1920, NCF era responsabilă pentru 20% din producția mondială a cocainei. La Convenția Internațională a Opiului din 1925⁠(d) a fost elaborat un sistem de certificate care să reglementeze exportul de cocaină doar în scopuri strict medicale și științifice. În Țările de Jos, în 1928 au fost impuse restricții legale suplimentare pentru a limita comercializarea cocainei pentru uz medical. Acest lucru a afectat și NCF, dar întrucât nu toate țările din jur au ratificat deciziile Convenției (cel puțin nu imediat), unele relații comerciale au continuat să aibă loc. Cu toate acestea, până în 1930 cocaina a devenit un produs marginal, iar NCF și-a diversificat producția.

### Ultimii ani
La începutul anilor 1930, NCF a început să producă opiacee precum morfina și codeina pentru a umple golul lăsat de piața pe cale de dispariție a cocainei. Însă nici pentru aceste produse situația pieței nu a fost favorabilă, fiind înregistrate marje mici. La izbucnirea celui de-al Doilea Război Mondial, NCF a înregistrat creșteri de profituri datorită penuriei de pe piață a opiaceelor. După ce trupele germane au intrat în Țările de Jos la 10 mai 1940, NCF a început să producă efedrină și amfetamină. La scurt timp, compania a fost afectată de lipsa de materie primă (în primul rând opiu), iar în timpul războiului opiaceele precum morfina din mac erau produse în principal în Germania.
După război, producția de morfină și alte opiacee a fost reluată cu mac importat din Turcia și Iugoslavia. În 1962, acțiunile companiei au fost achiziționate de Koninklijke Zwanenberg Organon (KZO, mai târziu Akzo). La scurt timp, KZO a reușit să cumpere și principalul concurent neerlandez al NCF – VPF. KZO a reorganizat și a fuzionat producția ambelor foste întreprinderi, închizând fabrica din Amsterdam și transferând toate activitățile de producție a alcaloizilor la Apeldoorn. Din 1975, holdingul NCF este inclus în Diosynth, o companie deținută de AkzoNobel.